# Klaverschijnbekertje
Het klaverschijnbekertje (Pseudopeziza trifolii) is een schimmel uit de familie Drepanopezizaceae. Deze biotrofe parasiet leeft saprotroof op klaverbladeren (Trifolium).

## Kenmerken
Het overwintert op gewasresten - bladeren die in de grond achterblijven. In dit stadium van zijn ontwikkeling is het een saprotroof. Een apothecia met een diameter van 0,2-0,7 mm vormt zich onder de epidermis van het bovenoppervlak van dode bladeren. Ze bevatten asci met 8 sporen op een korte steel, die kleurloze en scheidingsloze, ovale of eivormige ascosporen bevatten van 10–11 x 4,5–5 μm. In het voorjaar worden ze door de wind overgedragen en veroorzaken ze een primaire infectie. Vanaf dit punt wordt de schimmel een parasiet. Op de geïnfecteerde bladeren worden, op de plaats waar het mycelium zich ontwikkelt, vlekken gevormd die in kleur variëren van geelachtig, via donkerrood en grijsbruin tot bijna zwart. 

## Verspreiding
Het komt voor in Europa, Noord- en Zuid-Amerika, Afrika, Azië, Australië en Nieuw-Zeeland.

## Foto's

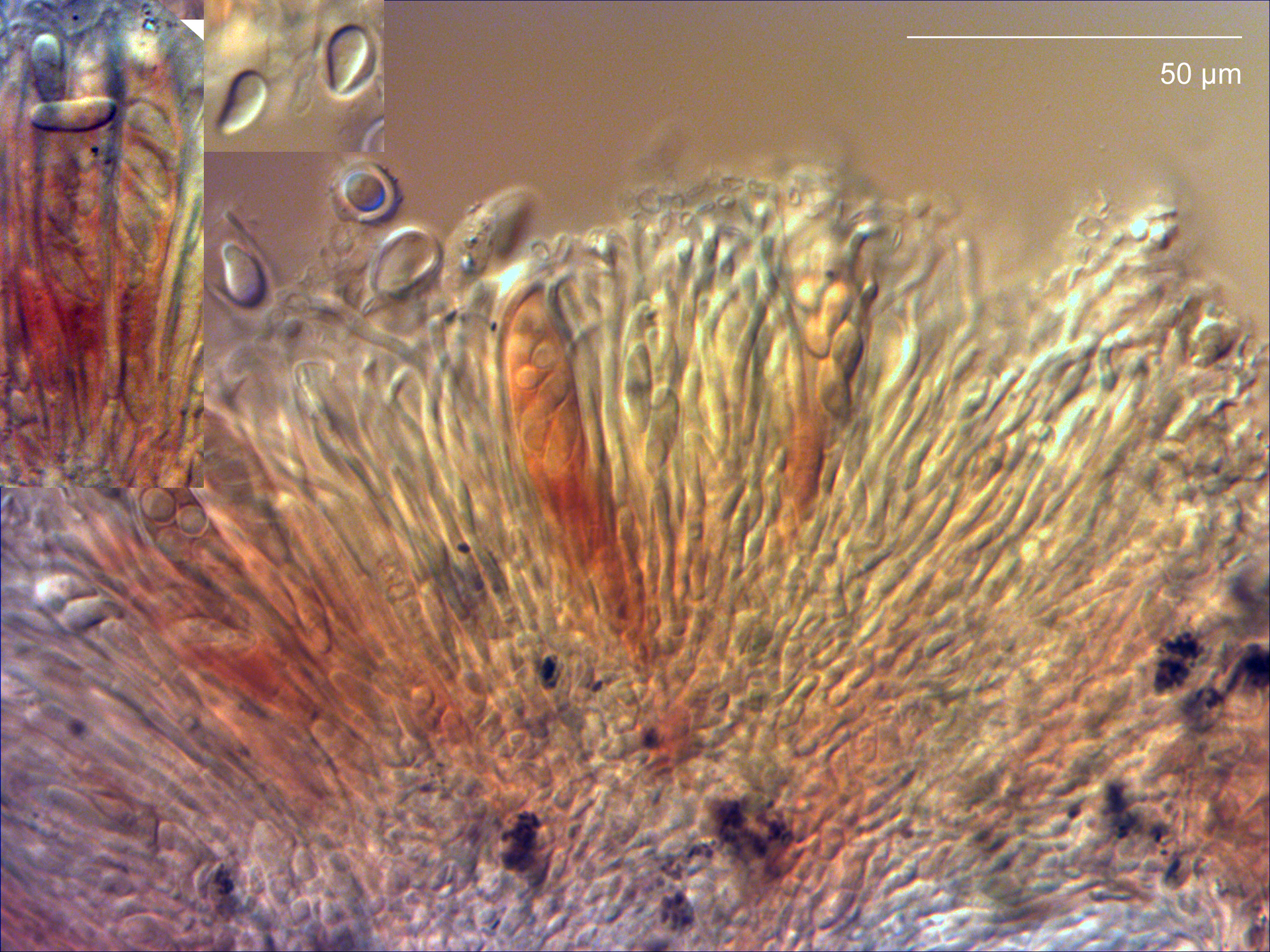
Sporen